# Буна (река)
Буна (алб. Buna, Bunë) или Бояна (черног. Бојана)— река на западе Балканского полуострова, протекает по территории Албании и Черногории и впадает в Адриатическое море. 

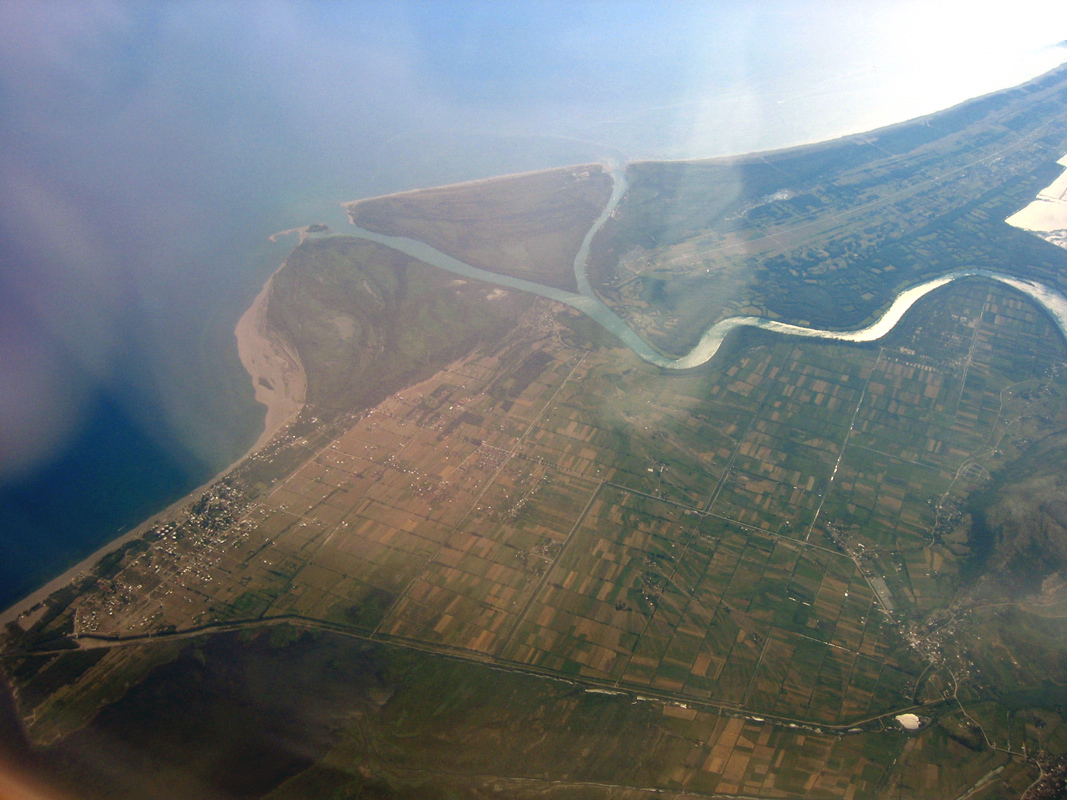
Остров Ада-Бояна (Вада) в устье Буны

Вытекает из озера Шкодер у города Шкодер, впадает в Адриатическое море, образуя дельту. Длина реки составляет около 40 километров, средний расход воды составляет  682 м³/с (по годовым данным 2006 года), площадь водосборного бассейна вместе с озером Шкодер и рекой Дрин — около 20 тысяч км² (20 361 км², 18 884 км²), отдельно – 361,04 км². При подсчёте от истока реки Морача длина составляет 185 км, а площадь суббассейна для водной системы Морача-Шкодер-Буна – 5190 км² (5187 км²).
Вскоре после истока (через 4,5 километра) река Буна сливается с северным (основным) рукавом реки Дрин. Зимой 1858/1859 гг. в период сильного разлива, воды реки Дрин, выйдя из берегов, направились на северо-запад, в сторону озера Шкодер, но, не доходя до озера и встретив на своем пути реку Буна, пошли по её руслу. Пройдя по территории Албании, река становится пограничной. В устье разделяется на два рукава, огибающие остров Ада-Бояна (Вада), на котором расположен туристический центр. На реке также есть другие острова.
После разлива зимой 1858/1859 гг. гидрологический режим рек Буна и Дрин существенно изменился, что, в частности, могло привести к появлению острова Ада-Бояна. В результате строительства трёх крупных водохранилищ на реке Дрин (Фиерза, Комани и Вау-и-Дейес) в 1970—1980-е годы дельта реки подверглась эрозии.

## См.также
- География Черногории
- География Албании